# غارة الإخوان على الناصرية
غارة الإخوان على الناصرية (آذار 1922) هي هجمة شنتها قبيلة مطير وعددهم 2000 مقاتل بقيادة فيصل الدويش على جنوبي مدينة الناصرية العراقية، بمسافة 30 ميلاً جنوب سكة الحديد، يوم 11 آذار 1922، خلفت مئات القتلى وشكلت لجنة حكومية ضمت وزراء عراقيين وسياسي بريطاني للتحقيق بهذه الغارة.

## تفاصيل
هاجم الأخوان على العشائر العراقية التي كانت ترعى في جنوب ذي قار وقتل فيها 700 شخص وقدرت المفقودات من المواشي بـ130 فرسا و 2530 جملاً و 3811 حماراً و 40310 شاه و 871 بيتاً. فعقد مجلس الوزراء جلسة طارئة على خلفية هذه الغارة فقرر تشكيل لجنة برأسة مدير الأمن العام نوري السعيد ورمضان ممثلاً عن وزارة الدفاع ومفتش العدلية داوود الحيدري ومستشار متصرف ذي قار الميجر ييتس فوصلت إلى ذي قار يوم 20 آذار/مارس فقدمت تقريرها بعد ستة أيام إلى مجلس الوزراء وقد تضمن التقرير تقديراً للخسائر الفظيعة التي تكبدتها العشائر العراقية من جراء غارة الإخوان وذُكر في نتائج التقرير أن 1- عدم وجود حدود رسمية بين العراق ونجد حملَ ابنَ سعود على الاجتهاد في نشر سلطانه على القبائل والعربان المنشترين بين حدود نجد وسكة حديد العراق 2- أن عشيرة الضفير الساكنة في بادية العراق معرّضة لهجوم القبائل النجدية عليها لسبب وجود أحد رؤسائها "حمود السويط" تحت حماية ابن سعود ورعايته،
```
واعتبرَ تقرير اللجنة أن الحكومة العراقية مسؤولة عن وقوع الحادثة لأن متصرفية المنتفق كانت قد شعرت بقرب وقوع الخطر وطلبت النجدة من الحكومة غيرَ أن الحكومة لم تنجدها،
[
7
]
 و قامت الطائرات البريطانية بقصف مواقع الأخوان بعد الغارة ولم تقدر عدد خسائرهم لأنها لم تكن قليلة.
[
8
]
 تم أرسال احتجاج للملك أبن سعود فأعرب عن أسفه وقال إن فيصلاً الدويش فعل ما فعل بغير إذن منه،
[
9
]
 ولم يتخذ اجراءات حقيقية لمنع حدوث مره أخرى.
[
10
]
```

## تداعيات
في آذار سنة 1922 ذكر جعفر العسكري أنه كان حينئذٍ اتفاق مُبرم بين الملك فيصل الأول والمندوب السامي على أن تكون الحكومة البريطانية مسؤولة عن الدفاع عن جانب دجلة الأيسر وعن العمارة والبصرة، أما الحكومة العراقية فتكون مسؤولة عن الدفاع عن جانب دجلة الأيمن وعن جانبي الفرات الأيمن والأيسر والمنتفك إلى تلعفر شمالاً بشرط أن تؤازرها قوة الطيران الإنكليزية، وعلى هذا فإن الدفاع عن حدود العراق تجاه الإخوان يقع على عاتق الحكومة العراقية.
أراد الملك فيصل الأول مواجهة خطر الأخوان وذلك بتسليح الجيش العراقي من جهة ودعم العشائر العراقية من جهة أخرى لكن المندوب السامي البريطاني لم يقبل لأن تقوية الجيش العراقي سيهدد الوجود البريطاني في العراق وتقوية العشائر العراقية في الجنوب سيهدد كذلك الوجود البريطاني لأن هذه العشائر هي التي قامت ثورة العشرين  وخاصة أن قادة ثورة العشرين كانوا مساندين للملك بهذه الفكرة. و كذلك حصلت أزمة وزارية لأن الملك فيصل قدم طلباً لملجس الوزراء بزيادة حصة وزارة الدفاع بتاريخ 27 آذار/مارس لتقوية وسائل الدفاع عن العراق تجاه تجاوزات أتباع ابن سعود وعندما عقد مجلس الوزراء الجلسة قام رئيس الوزراء عبد الرحمن الكيلاني بعرض طلب الملك على الوزراء رفض كل من ناجي السويدي وعزت كركوكلي وحنا خياط وعبد اللطيف المنديل وسري بك وكذلك كان رئيس الوزراء ووزير المالية ساسون حسقيل يؤيدوهم من طرف خفي. فأرسل الملك بطلب الوزراء المعارضين فأبلغهم بقدان ثقته بهم وطلب منهم الاستقالة وقدموا استقالتهم إلى الملك وحاول بيرسي كوكس وكورنوالس تهدئة غضبه لكن دون جدوى وقبل الملك استقالة الوزراء وغضب برسي كوكس لعدم استشارة الملك له قبل قبول استقالة الوزراء وأرسل برسي كوكس رسالة إلى تشرشل يشكو فيها سوء تصرفات فيصل -حسب وصفه- حيث أن فيصل اتخذ إجراءات قبل استشارته فلما سمع الملك فيصل بذلك اعتدل في موقفه وأخذ يخفف من شدته. وبعد وعود ومماطلات بريطانية لم يستطع الملك فيصل الأول وكذلك الحكومة العراقية القيام بشيء تجاه الأخوان فقامت الحوزة الشيعية في النجف بالاتفاق على عقد مؤتمر في 8 نيسان الذي يصادف 15 شعبان يوم ولادة الأمام المهدي والتي تعتبر من الأيام المباركة لدى الطائفة الشيعية وبحضور مفتين من الطائفة السنية وبحضور وزير الداخلية توفيق الخالدي ممثلاً عن الملك فيصل الأول وكذلك جعفر أبو التمن وزير التجارة واجتمعوا في كربلاء يوم 9 شعبان الموافق 7 نيسان برئاسة محمد الخالصي وأجمعوا على وجوب محاربة الإخوان والتصدي لهم واعتبارهم خوارج عن الإسلام.
نقل علي الوردي في كتابه (لمحات اجتماعية من تاريخ العراق) عن غريفز أنه قال "وعلى الرغم من إبداء ابن سعود لأسفه فإن البلاد كانت غاضبة وفي هياج وكانت الإشاعة القائلة بأن الإنكليز هم المسؤولون عن الحادثة قد نالت رواجاً بين السكان الجهلة فاستخدمها المهيّجون لإثارة المشاعر ضد الإنكليز وانتهز علماء الشيعة الفرصة للمزايدة من أجل السلطة السياسية تحت دعوى الوطنية".